# Нерибосомные пептиды
Нерибосомные пептиды — это класс пептидных вторичных метаболитов, которые синтезируют микроорганизмы — бактерии и грибы. Нерибосомные пептиды также найдены у высших организмов, которые имеют бактерий-комменсалов. Существует некоторое количество пептидов, которые образуются не на рибосомах, но нерибосомными пептидами называют очень частную группу таких пептидов.
Нерибосомные пептиды синтезируются синтетазами нерибосомных пептидов, которые, в отличие от рибосом, не нуждаются в мРНК. Каждая синтетаза нерибосомных пептидов может синтезировать только один тип пептидов. Нерибосомные пептиды часто имеют циклические или разветвленные структуры и содержат непротеиногенные аминокислоты, в том числе D-аминокислоты, которые имеют следующие модификации: N-метильные и N-формильные группы, гликозилированы, ацилированы, галогенированы, или гидроксилированы. Циклизация аминокислот часто осуществляется путём образования оксазолинов и тиазолинов в пептидном остове. Дегидратация осуществляется по остаткам серина, при этом образуется дегидроаланин. Нерибосомные пептиды часто являются димерами или тримерами идентичных последовательностей, который соединены в цепочку, циклизованы или даже разветвлены.
Нерибосомные пептиды — это очень разнообразное семейство природных соединений с очень широким спектром биологических активностей и различными лекарственными свойствами. Нерибосомные пептиды часто являются антибиотиками, цитостатиками и иммуносупрессорами и являются коммерческими препаратами.

## Примеры
- Антибиотики
  - Актиномицин
  - Бацитрацин
  - Ваномицин
  - Грамицидин
  - Эмерициллипсин А
- Цитостатики
  - Эпотилон
  - Блеомицин
- Иммуносупрессоры
  - Циклоспорин
- Сидефоры
  - Энтеробацин
  - Миксочелин
- Красители
  - Индигодин
- Токсины
  - Микроцистины
  - Нодуларины, цианотоксины цианобактерий
- Фитотоксины

## Биосинтез
Нерибосомные пептиды синтезируются одним или несколькими специфичными синтетазами нерибосомных пептидов. Гены синтетаз нерибосомных пептидов обычно организованы в один оперон у бактерий и в кластеры генов у эукариот.
Биосинтез нерибосомных петидов имеет подобные характеристики с биосинтезом жирных кислот.